# Vethbach
Der Vethbach ist ein etwa 11,5 km langer Bach in den Landkreisen Heidekreis und Verden in Niedersachsen. 

## Geographie

### Verlauf
Der Vethbach entspringt bei Vethem im Ortsteil Maienbruch und fließt in westlicher Richtung durch die Walsroder Ortsteile Vethem und Südkampen und durch Wittlohe, einem Ortsteil der Gemeinde Kirchlinteln. Nordwestlich von Wittlohe mündet er von links und Süden in die Lehrde.